# Tři moudré opice

Tři moudré opice na svatyni Nikkó Tóšógú v Nikkó v Japonsku.

Tři moudré opice, z nichž jedna si zakrývá uši, druhá ústa a třetí oči, svými gesty říkají „neslyším zlo, nevidím zlo, nemluvím zlo“. První opice, která si zakrývá oči a nevidí zlo, se jmenuje Mizaru (見ざる). Druhá opice, která si zakrývá uši a nenaslouchá zlým řečem, se jmenuje Kikazaru (聞かざる). Třetí opice, která si zakrývá ústa a nepomlouvá, se jmenuje Iwazaru (言わざる). Občas bývá znázorňována i čtvrtá opice Šizaru, která značí „nečiním zlo“, je zobrazována, jak si zakrývá břicho nebo oblast genitálií, nebo se zkříženýma rukama.
Tato opičí skupinka bývá vykládána různě. Může symbolizovat, že nemáme nikoho pomlouvat, nestrkat nos do cizích věcí a nečinit jiným příkoří. V západní civilizaci je ovšem spíše častější interpretací sebeklam, neupřímnost, ignorance a neodporování zlému.

## Původ
Tato rčení byla zpopularizována díky řezbě ze 17. století, která se nachází v japonské šintoistické svatyni Nikkó Tóšógú. Samotná myšlenka, kterou opice zastupují, vzešla z tendaistické buddhistické legendy a přišla do Japonska pravděpodobně z Číny v 8. století.

## Unicode
Pro opice existují znaky sady Unicode (verze 8.0): 🙈 🙉 🙊